# Modelos dimensionais de transtornos de personalidade
Na patologia da personalidade, modelos dimensionais de transtornos de personalidade (também conhecidos como a abordagem dimensional dos transtornos de personalidade, classificação dimensional e avaliações dimensionais) conceitualizam os transtorno de personalidade como qualitativamente, e não quantitativamente, diferentes da personalidade normal. Eles consistem em níveis extremos e desadaptativos de determinadas características da personalidade (essas características são comumente descritas como facetas dentro de fatores mais amplos ou traços). No contexto da psicologia da personalidade, uma "dimensão" refere-se a um contínuo no qual um indivíduo pode apresentar diferentes níveis de uma característica, em contraste com a abordagem categórica dicotômica na qual o indivíduo ou possui ou não determinada característica. De acordo com os modelos dimensionais, os transtornos de personalidade são classificados conforme as características expressas em cada nível. Isso contrasta com os modelos categóricos de classificação tradicionais, que se baseiam na presença ou ausência booleana de Sintomas e não levam em conta os níveis de expressão de uma característica ou a existência de qualquer dimensão subjacente.
A forma como essas dimensões diagnósticas devem ser construídas tem sido objeto de debate, especialmente na véspera da publicação do DSM-5. Diversos modelos dimensionais foram propostos, diferenciando-se na forma de construção e na interpretação que se pretende dar a eles. Existem quatro amplos tipos de representação dimensional, embora outros também existam:
1. Representação dimensional das categorias originais do DSM de Transtornos de personalidade;
2. Representação dimensional baseada na identificação de traços latentes nos transtornos do DSM;
3. Representação dimensional baseada nos traços da pesquisa em personalidade normal;
4. Representação baseada na integração de modelos dimensionais, por exemplo, utilizando análise de redes.

## Uso
Modelos dimensionais destinam-se a refletir o que constitui a sintomatologia de um transtorno de personalidade segundo um espectro, e não de forma dicotômica. Por essa razão, eles têm sido empregados de três maneiras principais: primeiramente, para gerar diagnósticos clínicos mais precisos; em segundo lugar, para desenvolver tratamentos mais eficazes; e, por fim, para determinar a etiologia subjacente dos transtornos.

### Diagnóstico clínico
A "lista de verificação" de sintomas atualmente utilizada é frequentemente criticada por sua falta de suporte empírico e por sua incapacidade de reconhecer questões relacionadas à personalidade que não se encaixam nos construtos atuais dos transtornos de personalidade ou nos critérios do DSM. Também tem sido criticada por levar a diagnósticos que não se mantêm estáveis ao longo do tempo, apresentar baixa concordância entre avaliadores e alta comorbidade o que sugere que tais diagnósticos não refletem transtornos distintos. Em contraste, a abordagem dimensional demonstrou prever e refletir os critérios diagnósticos atuais, além de agregá-los. Tem-se argumentado que essa abordagem é especialmente útil para explicar a comorbidade, frequentemente elevada em pacientes diagnosticados com transtornos de personalidade. Em decorrência dessas afirmações, a quinta edição do Manual Diagnóstico e Estatístico de Transtornos Mentais (DSM-5) incorpora uma abordagem combinada categórico-dimensional para diagnosticar os transtornos de personalidade com base no grau em que o indivíduo apresenta níveis elevados de determinadas características. Entretanto, uma das dificuldades de usar a abordagem dimensional é determinar os pontos de corte apropriados para identificar quem se enquadra na categoria de pessoas que necessitam de tratamento; essa é, em parte, a razão pela qual são incluídos diagnósticos tanto categóricos quanto dimensionais.
Como o modelo categórico é amplamente empregado na prática clínica e conta com um vasto corpo de pesquisas que o apoiam, seu uso comum acaba por ser convincente para o público leigo ao julgar a credibilidade da opinião profissional. Dessa forma, a abordagem dimensional também é criticada por ser difícil de interpretar e menos acessível, embora seja bastante utilizada em alguns contextos profissionais, como por Psicólogo forenses.

### Eficácia do tratamento
Outra aplicação sugerida da abordagem dimensional é a possibilidade de auxiliar os clínicos no desenvolvimento de planos de tratamento e na avaliação de outros mecanismos que contribuem para as dificuldades do paciente em funcionar nos âmbitos social, pessoal ou ocupacional. A abordagem pode aprimorar o tratamento de duas maneiras. Primeiramente, permite a elaboração de planos de cuidado mais personalizados para indivíduos com base em suas características adaptativas e maladaptativas. Em segundo lugar, possibilita que a sintomatologia relevante — que não é considerada desadaptativa — seja considerada no desenvolvimento e na avaliação do tratamento terapêutico.

### Determinação da causa
Tentativas de apresentar uma descrição etiológica dos transtornos de personalidade têm sido evitadas devido à influência do DSM e de seus princípios na pesquisa psiquiátrica. Entretanto, algumas técnicas estão investigando as possíveis causalidades inter-relacionadas entre os sintomas dos Transtornos de personalidade e influências mais amplas, incluindo aspectos da personalidade normal (ver seção modelos integrados).

## História

### Desenvolvimento inicial de um modelo categórico
A adoção de uma abordagem categórica para os transtornos de personalidade pode ser compreendida, em parte, pelos princípios éticos presentes na psiquiatria. O princípio "não causar dano" levou a pressupostos kraepelínicos sobre a doença mental e a uma ênfase em sistemas taxonômicos empiricamente fundamentados que não eram influenciados por teorias não comprovadas acerca da etiologia. Assim, desenvolveu-se uma lista taxonômica baseada em observações empíricas, em oposição a pressupostos teóricos tendenciosos. Esse sistema era tanto categórico quanto hierárquico, de modo que o diagnóstico de um transtorno dependia da presença de um número limite de categorias (geralmente cinco) dentre um total de sete a nove. Os transtornos foram organizados em três grupos, existindo apenas para facilitar a memorização, ao serem associados a outros transtornos com sintomas semelhantes, e não com base em qualquer teoria sobre suas relações.

### Problemas emergentes com o modelo categórico
O modelo dimensional foi desenvolvido em resposta às limitações apresentadas pelo modelo categórico padrão. As expectativas derivadas de uma abordagem kraepelínica eram de que, com o avanço da pesquisa sistemática em saúde psiquiátrica, as categorias diagnósticas seriam refinadas e tratamentos específicos e confiáveis seriam desenvolvidos. Contudo, essa abordagem reducionista para a categorização diagnóstica resultou em transtornos com alta comorbidade, instabilidade ao longo da vida, eficácia de tratamento limitada e baixa concordância diagnóstica. Além disso, os achados das pesquisas psicopatológicas têm apontado para sobreposições entre a personalidade normal e a desadaptativa, bem como para uma inter-relação entre os transtornos. Tais evidências foram corroboradas por estudos genéticos e estudos do desenvolvimento, que constantemente apontam para uma inter-relação maior do que a permitida pelas categorias diagnósticas.
Esses achados, somados à transição bem-sucedida para uma abordagem contínua em outras áreas da pesquisa — como no caso do TEA — levaram à consideração de abordagens alternativas.

### Desenvolvimento de técnicas metodológicas

#### Análise fatorial
O desenvolvimento da Análise fatorial como técnica estatística popular na Psicologia diferencial impulsionou as tentativas de identificar traços subjacentes. Recentemente, essa técnica tem sido empregada no contexto dos Transtornos de personalidade, tanto para investigar quais traços de personalidade se relacionam com os diagnósticos categóricos atuais quanto para buscar novas variáveis latentes psicopatológicas. A Análise fatorial evidenciou que a totalidade da patologia da personalidade relevante não está contemplada na nosologia psiquiátrica do DSM. Entretanto, essa técnica não revela informações sobre um contínuo que se estende do normal ao clinicamente significativo.

#### Análise dimensional
Técnicas de classificação dimensional apresentam perfis multidimensionais individuais e, portanto, podem demonstrar informações sobre um contínuo de personalidade (do normal ao atípico); uma dessas técnicas é a modelagem híbrida. Pontos de corte podem ser estabelecidos nesses modelos para indicar onde um diagnóstico pode se situar. Contudo, o número de escalas de avaliação distintas a ser considerado e a escassez de pesquisas interdisciplinares entre estatísticos e psicólogos têm limitado o sucesso na busca por um critério "mundial" para o diagnóstico dimensional usando esse método.

#### Análise comparativa
Foram realizadas análises para testar o ajuste relativo dos modelos categóricos e dimensionais, a fim de avaliar se categorias diagnósticas únicas são adequadas para representar os dados. Esse tipo de análise pode englobar diversos conjuntos de dados, incluindo Endofenótipos ou outros marcadores genéticos ou biológicos, o que amplia sua utilidade. Análises genéticas multivariadas ajudam a estabelecer o quão bem a estrutura fenotípica atualmente desenvolvida para o diagnóstico dos transtornos de personalidade se alinha à estrutura genética subjacente. Os resultados dessas análises apoiam abordagens dimensionais em detrimento das categóricas.

#### Análise de rede
A Análise de rede tem sido empregada como meio de integrar informações sobre personalidade com os transtornos de personalidade, bem como dados de influências genéticas, biológicas e ambientais em um sistema único, examinando as relações causais interligadas entre eles (ver seção modelos integrados).

## Desenvolvimento do modelo

### Modelos categóricos adaptados
Existem diferentes formas de "dimensionalizar" os Transtornos de personalidade, as quais podem ser resumidas em duas categorias.
1. A primeira envolve a quantificação da patologia do DSM-5. Isso pode ser feito tanto com base no grau de presença dos sintomas quanto na proximidade da apresentação do paciente com um prototípico padrão. A abordagem prototípica abrange características que não estão presentes no DSM.[16]
2. A segunda abordagem envolve a identificação de traços de personalidade dos transtornos do DSM por meio da Análise fatorial, a fim de revelar as dimensões subjacentes aos critérios dos transtornos de personalidade; esse método pode também incorporar a Psicopatologia relevante.[15]

### Modelos de personalidade normal

#### Modelo dos Cinco Fatores
O Modelo dos Cinco Fatores da personalidade, que é o modelo dimensional mais predominante, tem sido utilizado para conceitualizar os transtornos de personalidade e conta com diversos apoios empíricos. Segundo essa abordagem, níveis extremos dos traços básicos identificados pelo modelo contribuem para a natureza desadaptativa dos transtornos de personalidade. Mais de 50 estudos publicados corroboram esse modelo, fornecendo amplo suporte empírico. A maioria desses estudos investiga a relação entre escores obtidos em medidas separadas dos traços dos Cinco Fatores e os sintomas dos transtornos de personalidade.
O Modelo dos Cinco Fatores foi primeiramente estendido aos transtornos de personalidade no início dos anos 1990, quando se constatou que era possível elaborar um perfil satisfatório para cada transtorno do DSM-III-R por meio dos diferentes níveis dos traços dos Cinco Fatores. Thomas Widiger e seus colegas demonstraram que muitos dos elementos centrais dos transtornos de personalidade podem ser explicados em termos dos traços dos Cinco Fatores — por exemplo, o transtorno de personalidade borderline é caracterizado por altos níveis de hostilidade, ansiedade como traço e depressão, e vulnerabilidade, todos eles considerados facetas do neuroticismo. Essa abordagem também ajuda a diferenciar características de transtornos que se sobrepõem no modelo categórico atual, como os transtornos de personalidade evitativa e esquizoide. A abordagem dos Cinco Fatores explica boa parte dessa sobreposição, assim como as diferenças entre eles. Por exemplo, ambos são caracterizados predominantemente por uma introversão desadaptativa, mas o transtorno de personalidade evitativa também apresenta altos níveis de facetas do neuroticismo (tais como timidez, ansiedade e vulnerabilidade), enquanto o transtorno de personalidade esquizotípica inclui, adicionalmente, baixa assertividade. Essa abordagem também resolve anomalias prévias em análises fatoriais dos transtornos de personalidade, tornando-se um modelo mais explicativo do que o atual modelo categórico, que abrange apenas três fatores (excêntrico-estranho, dramático-emocional e ansioso-medroso).
Foi desenvolvida uma técnica diagnóstica prototípica na qual foram criados protótipos baseados nos Cinco Fatores para cada transtorno, com base nas avaliações agregadas de especialistas em transtornos de personalidade. Esses protótipos apresentam boa concordância com os critérios diagnósticos do DSM. Os protótipos baseados nos Cinco Fatores também refletem as elevadas taxas de comorbidade dos transtornos de personalidade, explicadas pela ideia de que diversos outros transtornos exploram dimensões que se sobrepõem àquelas do diagnóstico primário.
Outra técnica baseada nos Cinco Fatores consiste em diagnosticar os transtornos de personalidade por meio de avaliações clínicas de diversas facetas dos cinco fatores (por exemplo, a autoconsciência, pertencente ao fator neuroticismo; e a busca por emoção, vinculada ao fator extroversão). Essa técnica, que se fundamenta parcialmente no modelo prototípico — uma vez que o "escore" de cada faceta é determinado com base em quão prototípica ela é para cada transtorno de personalidade, com facetas prototipicamente baixas (com escore inferior a 2) sendo pontuadas inversamente — baseia o diagnóstico na soma dos escores das facetas relevantes. Esse método de soma de escores demonstrou ter sensibilidade comparável à técnica prototípica, sendo, além disso, um método de triagem mais simples.
A avaliação dos transtornos de personalidade baseada nos Cinco Fatores também foi correlacionada com o Índice de Semelhança com a Psicopatia do NEO Personality Inventory, bem como com as dimensões individuais de personalidade do NEO-PI-R. Essa abordagem também resolve diversas questões referentes à avaliação da psicopatia pelo Checklist de Psicopatia revisado do PCL-R, já que uma reinterpretação da estrutura fatorial do PCL-R baseada nos Cinco Fatores demonstra que o fator “Narcisismo Agressivo” abrange facetas de baixa agradabilidade (com alguma contribuição das facetas de neuroticismo e extroversão), enquanto o fator “Estilo de vida socialmente desviante” representa facetas de baixa conscienciosidade e agradabilidade. Também foi demonstrado que as diferenças entre os sexos nos transtornos de personalidade podem ser razoavelmente previstas pelas diferenças sexuais nos traços dos Cinco Fatores.

##### Críticas
A dimensão da abertura à experiência, conforme definida no Modelo dos Cinco Fatores, tem sido criticada por não se relacionar diretamente com nenhuma das principais características dos transtornos de personalidade da mesma forma que as outras quatro dimensões [carece de fontes?]. Alguns sugerem que os transtornos de personalidade esquizotípica e histriônica poderiam ser, em parte, caracterizados por altos níveis de abertura à experiência (na forma de abertura a ideias e sentimentos, respectivamente) [carece de fontes?], enquanto os transtornos de personalidade obsessivo-compulsivo, paranoide, esquizoide e evitativa poderiam ser conceituados por níveis extremamente baixos de abertura [carece de fontes?]. Contudo, há pouco ou nenhum suporte empírico para essa hipótese, especialmente em relação ao transtorno de personalidade esquizotípica. Além disso, a escala de abertura do NEO-PI-R, uma das medidas mais utilizadas dos Cinco Fatores, foi desenvolvida com base em pesquisas e teorias que viam a abertura (como a autorrealização e o crescimento pessoal) como benéfica; assim, a medição de abertura extrema utilizando o NEO-PI-R é, na verdade, um marcador de boa saúde mental.

#### Modelo dos Sete Fatores
A abordagem dos Cinco Fatores tem sido criticada por ser limitada em certos aspectos na conceitualização dos transtornos de personalidade, pois não inclui termos avaliativos de traços como “ruim”, “horrível” ou “vicioso”. Algumas pesquisas sugerem que duas dimensões avaliativas deveriam ser adicionadas ao Modelo dos Cinco Fatores dos transtornos de personalidade. Evidências empíricas para essa abordagem provêm de análises fatoriais que, ao incluir os traços dos Cinco Fatores e termos avaliativos, revelam que estes últimos contribuem para dois fatores adicionais, um para valência positiva e outro para negativa. A inclusão desses fatores adicionais esclarece boa parte da ambiguidade associada à dimensão da abertura na abordagem dos Cinco Fatores, transformando o fator abertura em um fator de convencionalidade, de modo que adjetivos como “estranho”, “esquisito” e “bizarro” (característicos do transtorno de personalidade esquizotípica) se agrupem no fator de valência negativa. Esses resultados indicam que a inclusão de termos avaliativos e dimensões de valência pode ser valiosa para descrever melhor os níveis extremos e desadaptativos dos traços que compõem os perfis dos transtornos de personalidade.

#### Modelo de internalização/externalização
Também foi proposto um modelo bifatorial da psicopatologia em geral, no qual a maioria dos transtornos se distribui ao longo de dimensões de internalização e externalização, os quais englobam, respectivamente, transtornos de humor e ansiedade, e transtornos de personalidade antissocial e transtornos por uso de substâncias. Embora originalmente desenvolvido para compreender a psicopatologia de modo geral, esse modelo tem sido aplicado aos transtornos de personalidade, como o transtorno de personalidade borderline, a fim de melhor entender os padrões de comorbidade.

#### Teoria dos impulsos de Szondi
O psiquiatra húngaro Léopold Szondi formulou, em 1935, um modelo dimensional da personalidade composto por quatro dimensões e oito impulsos (equivalentes a "facetas" na terminologia do DSM V). Esse modelo foi baseado em uma teoria dos impulsos, na qual as quatro dimensões correspondem aos circuitos hereditários circulares independentes estabelecidos pela Genética psiquiátrica da época: o esquiziforme (abrangendo os impulsos paranoico e catatônico), o manic-depressivo (relacionado à dimensão "contato"), o paroxístico (incluindo os impulsos epiléptico e histérico) e o transtorno do impulso sexual (abrangendo os impulsos hermafrodita e sado-masoquista). As dimensões Sexo (S) e Contato (C) podem ser agrupadas como representando pulsões na interface com o mundo exterior, enquanto as dimensões Paroxística (P) e Esquiziforme (Sch) referem-se à parte interna da psique.

### Modelos integrados

#### Análise de rede
A Análise de rede distanciase fortemente da abordagem categórica ao assumir que os sintomas de um transtorno possuem relações causais entre si. Essa suposição teórica se fundamenta no fato de que nenhum Transtorno mental pode ser compreendido como existindo independentemente de seus Sintomas, como ocorre com outras Doenças médicas. Segundo essa abordagem, os sintomas não são vistos como produtos de um conjunto de transtornos latentes, mas sim como elementos que interagem mutuamente e se reforçam dentro de uma rede maior. Dessa forma, não é necessário realizar um diagnóstico para compreender a coesão dos sintomas. Conjuntos de sintomas densamente interligados podem ser definidos como transtornos, mas estes permanecem inter-relacionados e não podem ser completamente isolados, o que ajuda a explicar o crescente volume de pesquisas que evidenciam comorbidade, marcadores genéticos concomitantes e sintomas que se sobrepõem entre os transtornos de personalidade.

##### Consequências terapêuticas
A implicação terapêutica disso é que o tratamento passa a ser direcionado aos próprios sintomas e às relações causais entre eles, em vez de se focar no diagnóstico global. Isso ocorre porque tratar o diagnóstico equivale a tentar abordar um resumo vago de um conjunto complexo de causas. Essa postura está em consonância com os tratamentos terapêuticos atualmente em uso, que possuem a base de evidências mais robusta.

##### Construção da rede
A análise de rede tem origem na matemática e na física, mas vem sendo aplicada em outras áreas. Essencialmente, trata-se de um método para analisar entidades que interagem mutuamente, representando-as como nós conectados por relações (arestas). Essas arestas podem representar qualquer tipo de relação, como uma correlação parcial. Análises complexas de rede em outros campos investigam pontos de inflexão — momentos em que um sistema transita repentinamente para outro, como quando uma floresta tropical se transforma em savana. Caso esses pontos possam ser identificados nas redes dinâmicas psicopatológicas de um indivíduo, poderão indicar quando a rede desse indivíduo está à beira do colapso e sugerir intervenções para alterá-la.

##### Críticas
Há críticas de que o modelo de rede carece de parcimônia e apresenta dificuldades interpretativas.

## DSM-5
O Grupo de Trabalho de Personalidade e Transtornos de Personalidade propôs um modelo de avaliação dos transtornos de personalidade que combina abordagens categóricas e dimensionais, a ser adotado no DSM-5. O modelo do grupo inclui 5 domínios de ordem superior (afetividade negativa, afastamento, antagonismo, desinibição e psicoticismo) e 25 facetas de ordem inferior, ou constelações de comportamentos traços que compõem os domínios mais amplos. Esses domínios podem ser estendidos para descrever a personalidade de pacientes sem transtornos de personalidade. O diagnóstico dos transtornos de personalidade será baseado em níveis de disfunção da personalidade e na avaliação dos níveis patológicos de um ou mais dos domínios, resultando na classificação em um dos seis "tipos" de transtorno de personalidade ou em Transtorno de Personalidade com Traços Específicos (dependendo dos níveis de traços presentes), em contraste com os diagnósticos categóricos tradicionais de um dos 10 transtornos de personalidade (ou Transtorno de personalidade não especificado) baseados na presença ou ausência de sintomas.

### Críticas
Há preocupações de que a inclusão de modelos dimensionais no DSM-5 possa gerar confusão. Carole Lieberman afirmou: "Como está agora, as pessoas realmente não fazem uso das subcategorias existentes para descrever a gravidade dos sintomas. Em vez disso, vejo isso como uma ferramenta que as companhias de seguros poderiam muito bem cooptar para tentar negar benefícios."